# Anatolij Solovjanenko
Anatolij Solovjanenko, född 25 september 1932, död 29 juli 1999, var en ukrainsk operasångare (tenor). Folkets artist i Sovjetunionen.